# زنان در سوئد
زنان در سوئد (انگلیسی: Women in Sweden) چندین بار در طول تاریخ سوئد دستخوش تغییر شده است. این تغییرات تحت تأثیر فرهنگ، دین و قوانین سوئد، و همچنین گفتمان‌های اجتماعی مانند جنبش فمینیسم در سوئد قرار گرفته‌اند.
نقش و جایگاه زنان در سوئد طی قرون مختلف دستخوش تغییرات فراوانی بوده است. در قرون وسطی، وضعیت زنان به قوانین محلی بستگی داشت، اما با تصویب قانون سرزمینی مگنوس اریکسون در سال ۱۳۵۰، ساختار حقوقی یکپارچه‌تری ایجاد شد. طبق این قانون، زنان مجرد تحت سرپرستی مردان خانواده قرار داشتند، در حالی که بیوه‌ها از حق استقلال قانونی برخوردار بودند.
در دورهٔ مدرن اولیه، با افزودن قوانین مذهبی عهد عتیق در سال ۱۶۰۸، محدودیت‌های بیشتری برای زنان اعمال شد، اما در عمل برخی از این قوانین نادیده گرفته می‌شدند. در شهرها، زنان می‌توانستند به عضویت اصناف درآیند و به فعالیت‌های اقتصادی مانند نانوایی، خیاطی و تجارت بپردازند. در مناطق روستایی، زنان به‌ویژه در غیاب همسرانشان که در جنگ‌ها شرکت می‌کردند، مسئولیت‌های اقتصادی و خانوادگی گسترده‌ای بر عهده داشتند.
عصر روشنگری نقطهٔ عطفی برای زنان سوئدی محسوب می‌شود، زیرا برخی اصلاحات مانند اعطای حقوق حرفه‌ای به زنان در اصناف (۱۷۲۰) و لغو مجازات‌های اجتماعی برای مادران مجرد (۱۷۴۱) انجام شد. در همین دوره، زنان بیشتری وارد عرصه‌های آموزشی و هنری شدند و مدارس ویژهٔ دختران تأسیس شد.

## تاریخ زنان در سوئد

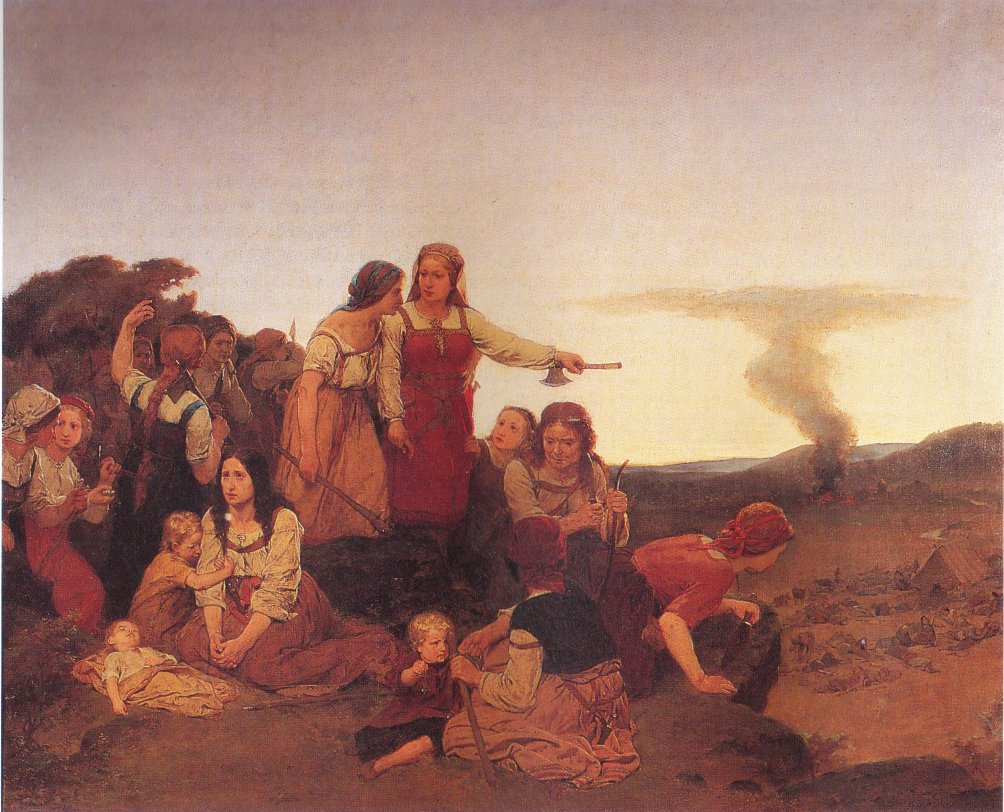
بلندا اثر آگوست مالمستروم (۱۸۲۹–۱۹۰۱)

### دوران وایکینگ‌ها
در طول دوران وایکینگ‌ها، زنان در کشورهای نوردیک، از جمله سوئد، دانمارک و نروژ، از موقعیتی نسبتاً آزاد برخوردار بودند. این امر در قوانین ایسلندی گراگاس و قوانین نروژی فروستاتینگ و گولاتینگ منعکس شده است. عمه پدری، برادرزاده پدری و نوه پدری، که به آنها اودالکویننا (odalkvinna) گفته می‌شد، حق داشتند از مرد متوفی ارث ببرند. در غیاب خویشاوندان مذکر، زنی که ازدواج نکرده و پسری نداشت، می‌توانست مقام سرپرستی خانواده را از پدر یا برادر متوفی به ارث ببرد. زنی با چنین موقعیتی رینگ‌کویننا (ringkvinna) نامیده می‌شد و تمامی حقوقی را که به رئیس یک خاندان تعلق داشت، مانند حق مطالبه و دریافت جریمه برای قتل یکی از اعضای خانواده، تا زمان ازدواج حفظ می‌کرد. پس از ازدواج، این حقوق به همسر او منتقل می‌شد.
زنان پس از ۲۰ سالگی، در صورتی که ازدواج نکرده بودند، به عنوان مائر (maer) یا می (mey) شناخته می‌شدند و از لحاظ قانونی به استقلال می‌رسیدند، حق انتخاب محل زندگی داشتند و از نظر حقوقی به عنوان یک فرد مستقل محسوب می‌شدند. تنها استثنای استقلال آنها، حق انتخاب همسر بود، زیرا ازدواج‌ها معمولاً توسط خاندان ترتیب داده می‌شد. بیوه‌ها نیز از همان موقعیت مستقل زنان مجرد برخوردار بودند.
زنان از قدرت و نقش‌های مذهبی برخوردار بودند و به عنوان کاهنه (گودیا، gydja) و پیشگو (سیدکویننا، sejdkvinna) فعالیت می‌کردند. همچنین در زمینه‌های هنری به عنوان شاعران (اسکالدر، skalder) و استادان رون، و نیز به عنوان بازرگان و شفادهنده فعالیت داشتند.احتمال دارد که برخی زنان در مناصب نظامی نیز فعالیت داشته‌اند. گرچه داستان‌های مربوط به سپربانوها تأیید نشده است، اما برخی یافته‌های باستان‌شناسی مانند جنگجوی زن وایکینگ در بیرکا ممکن است نشان‌دهنده وجود زنانی در مقام‌های نظامی باشد.
زنان متأهل می‌توانستند از همسر خود طلاق بگیرند و دوباره ازدواج کنند. همچنین، پذیرفته شده بود که زنان آزاد بدون ازدواج با مردان زندگی کنند و از آنها فرزند داشته باشند، حتی اگر آن مردان همسر داشتند. به چنین زنانی فریلا (frilla) گفته می‌شد.
در این دوران، تفاوتی میان فرزندان حاصل از ازدواج و فرزندان خارج از ازدواج قائل نمی‌شدند. همه کودکان حق داشتند از والدین خود ارث ببرند و مفاهیمی چون «مشروع» و «نامشروع» برای کودکان وجود نداشت. این حقوق پس از مسیحی‌سازی در قرن یازدهم میلادی، به تدریج در قوانین محلی از بین رفت.

### قرون وسطی و اوایل دوران مدرن
در دوران قرون وسطی، وضعیت و حقوق زنان در بخش‌های مختلف کشور متفاوت بود، زیرا قوانین ایالتی محلی در هر منطقه متفاوت بود. نخستین تلاش برای ایجاد یک قانون ملی، قانون ملی مگنوس اریکسون در سال ۱۳۵۰ میلادی بود که یک قانون برای مناطق روستایی و یک قانون موسوم به ستادس‌لاگن (قانون شهری) برای شهرها وضع کرد. این سیستم توسط قانون ملی کریستوفر در سال ۱۴۴۲ میلادی حفظ شد.
از سال ۱۳۵۰ به بعد، وضعیت حقوقی زنان در قانون ایالتی و قانون شهری تقریباً یکسان بود: زنان مجرد تحت سرپرستی نزدیک‌ترین خویشاوند مذکر خود قرار داشتند، زنان متأهل تحت سرپرستی همسر خود بودند، و تنها بیوه‌ها از نظر قانونی مستقل محسوب می‌شدند.
در سال ۱۶۰۸، متون قانونی عهد عتیق از کتاب مقدس به عنوان متمم در قوانین وارد شدند، که حداقل به‌طور رسمی، جایگاه زنان را به‌شدت تضعیف کرد. با این حال، تفاوت زیادی بین قانون و عملکرد عملی وجود داشت: باوجود اینکه زنان مجرد از نظر قانونی صغیر محسوب می‌شدند و تنها بیوه‌ها حق نمایندگی از خود در دادگاه را داشتند، زنان مجرد عملاً همچنان می‌توانستند شهادت دهند، اقامه دعوا کنند و خود را در امور دادگاهی نمایندگی کنند. این امر تا حدی رایج شده بود که اصلاحی در سال ۱۶۸۶ به آنها این حق را به‌طور رسمی اعطا کرد و آن را قانونی ساخت.

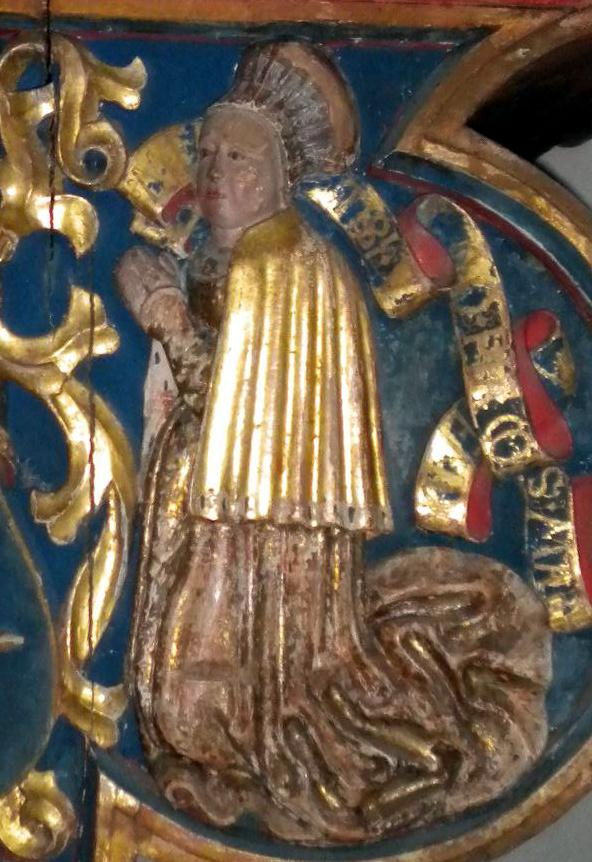
کریستینا یولن‌اشتیرنا (۱۴۹۴–۱۵۵۹)، قهرمان ملی سوئد، مجسمه‌ای از قرن شانزدهم در کنار محراب کلیسای جامع وستروس.

### قانون ایالتی
از زمان تصویب قانون ملی مگنوس اریکسون در سال ۱۳۵۰، دختران در مناطق روستایی نصف پسران ارث می‌بردند. از سال ۱۶۸۶، قانون کلیسای سوئد ۱۶۸۶ تمام کلیساهای محلی را موظف کرد که آموزش ابتدایی را بدون در نظر گرفتن جنسیت برای همه کودکان فراهم کنند. این آموزش معمولاً توسط کشیش یا معلمی که در کلیسا مشغول به کار بود، ارائه می‌شد.
در مناطق روستایی، حرفه‌ها بیشتر بر اساس عرف تعریف می‌شدند تا قوانین رسمی. دختران مجرد از طبقه کشاورزان معمولاً بر اساس سنت، برای کسب تجربه خانه‌داری و جمع‌آوری جهیزیه، در خانه‌های دیگر به‌عنوان پیگا (خدمتکار) کار می‌کردند، اما این کار از نظر اجتماعی موقعیت خدمتکاری محسوب نمی‌شد. پس از ازدواج، زنان کشاورزان، ماهیگیران و معدنچیان در کنار همسران خود کار می‌کردند و در غیاب آنها، به‌تنهایی کار را اداره می‌کردند. در صورتی که همسرشان بدون داشتن پسری بالغ فوت می‌کرد، زنان بیوه می‌توانستند کسب‌وکار خانواده را به‌نام خود اداره کنند.
از حداقل قرن هفدهم تا قرن نوزدهم، زنان به‌عنوان کارگران معدن و آهنگران فعالیت داشتند و با عنوان گرووپیگا (خدمتکار معدن) شناخته می‌شدند.
رسمی که به زنان اجازه می‌داد در غیاب همسرانشان به‌عنوان نماینده آنها عمل کنند، در قرن هفدهم به‌ویژه استقلال زیادی به زنان داد. در این دوران، بسیاری از مردان برای شرکت در جنگ‌های متعدد به خدمت فراخوانده می‌شدند و زنانشان مدیریت امور خانوادگی را بر عهده می‌گرفتند. این موضوع هم در مورد زنان کشاورزان-سربازان رایج بود و هم در مورد زنان اشراف‌زادگان، که مسئولیت املاک وسیع و ارتباط با تاج‌وتخت را بر عهده داشتند. در جامعه محلی، همسران کشیش‌های کلیساهای روستایی نیز نقش پررنگی در امور رفاهی جامعه داشتند. این موقعیت با سیستم نگهداری بیوه‌ها تا قرن نوزدهم حفظ شد.

#### قانون شهری
بر اساس قانون ملی مگنوس اریکسون در سال ۱۳۵۰، قانون شهری به دختران و پسران حقوق ارثی برابر اعطا کرد. در آیین‌نامه کلیسای سوئد ۱۵۷۱، قانون شهری والدین را تشویق می‌کرد که آموزش ابتدایی را برای فرزندان خود، بدون در نظر گرفتن جنسیت، فراهم کنند. از اواخر قرن شانزدهم به بعد، مشخص شده است که مدارس شهری دانش‌آموزان دختر را می‌پذیرفتند، هرچند معمولاً فقط در مقاطع ابتدایی. با این حال، اورسولا آگریکولا از استراسبورگ و ماریا یونائه پالمگرن از گرنا هر دو در دهه ۱۶۴۰ در گیمنازیوم ویسینگسو پذیرفته شدند.
از قرن چهاردهم تا صدور قوانین نظام‌نامه کارخانه‌ها و صنایع دستی و نظام‌نامه بازرگانی در سال ۱۸۴۶، بسیاری از مشاغل در شهرها در انحصار اصناف قرار داشتند. با این حال، زنان از عضویت در اصناف مستثنی نبودند. بیوه‌ها می‌توانستند به عضویت اصناف درآیند و مجوز ادامه شغل همسر متوفای خود را تا زمان ازدواج مجدد دریافت کنند؛ همچنین ممکن بود مجوزی برای فعالیت در حرفه‌ای دیگر دریافت کنند. از نظر رسمی، بسیاری از اصناف زنان متأهل و مجرد را از عضویت منع می‌کردند، اما در عمل نمونه‌های بسیاری از زنان متأهل و مجرد در عضویت اصناف وجود دارد. برخی اصناف منحصراً زنانه بودند، مانند اصناف ماماها و زنان قایقران. در سال ۱۴۶۰، در شهر استکهلم ۱۸۰ عضو زن در اصناف ثبت شده بودند که برای بیشتر آن‌ها حرفه مشخص نشده است، اما در مواردی که حرفه ذکر شده، مشاغل رایج زنان شهری شامل آبجوسازی، نانوایی، خیاطی و لباس‌شویی بوده است، مشاغلی که در قرون بعد نیز برای زنان شهرنشین رایج باقی ماندند.
مشاغلی نیز خارج از چارچوب اصناف وجود داشتند، مانند حرفه مورسمکا (زن بنّا). هر زنی، بدون توجه به وضعیت تأهل خود، می‌توانست مجوزی برای فعالیت در تجارت صادرات و واردات بدون عضویت در اصناف دریافت کرده و شهروند مشروط شود. همچنین شهر مجوزی به نام دلال یا دستفروش صادر می‌کرد. این مجوز به فرد امکان تولید یا فروش کالاهایی را می‌داد که شامل انحصار صنفی نبودند و معمولاً در میدان‌ها و خیابان‌ها فروخته می‌شدند، مانند لباس‌های کهنه، زینت‌آلات، مربا و شیرینی. از سال ۱۶۲۳، این مجوز تنها به کسانی اعطا می‌شد که می‌توانستند ثابت کنند راه دیگری برای امرار معاش ندارند. این افراد معمولاً زنان بودند: یا بیوه‌ها، یا زنانی که شوهرانشان قادر به تأمین هزینه زندگی نبودند.

### دوران روشنگری

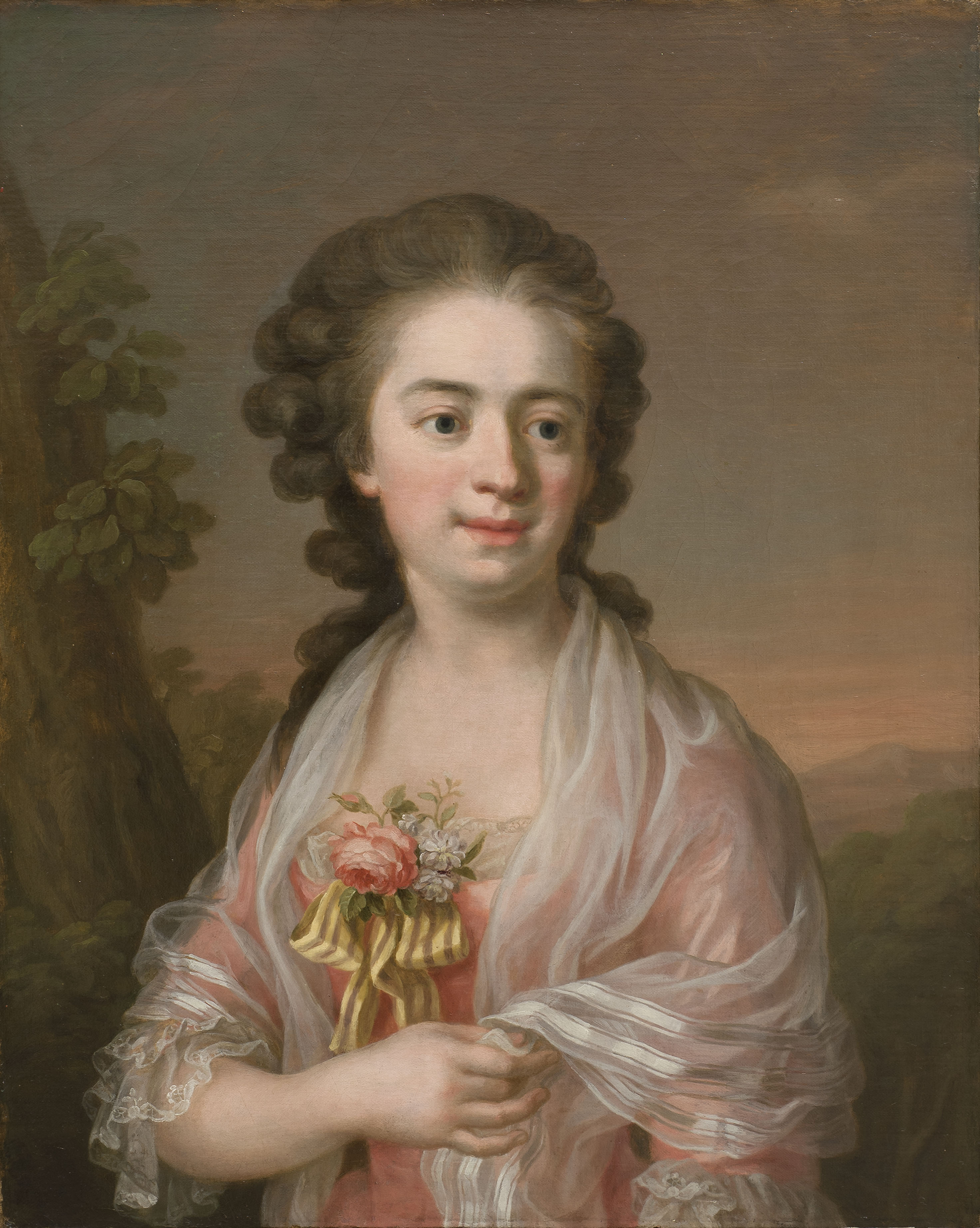
اولریکا پاش

نخستین قانونی که حقوقی برابر را برای تمامی زنان در سراسر کشور (از جمله فنلاند که در آن زمان بخشی از سوئد بود) تعیین کرد، قانون مدنی ۱۷۳۴ بود که در زمینه وضعیت زنان، تقریباً بدون تغییر تا نیمه دوم قرن نوزدهم اجرا می‌شد. در قانون مدنی ۱۷۳۴، تمامی زنان مجرد، بدون در نظر گرفتن سن، به عنوان صغیر قانونی تعریف شده و تحت قیمومیت نزدیک‌ترین خویشاوند مرد خود (یا در صورت بیوگی، مادرشان) قرار می‌گرفتند. زنان مجرد این حق را داشتند که در دادگاه از قیم خود شکایت کرده و قیم دیگری تعیین کنند، و در صورت بزرگسالی، حق تنظیم وصیت‌نامه را داشتند. همچنین، زنان مجرد می‌توانستند از طریق دادخواست به پادشاه از قیمومیت آزاد شوند. پس از ازدواج، زن تحت سرپرستی همسرش قرار می‌گرفت. با این حال، مردان از فروش اموال همسران خود بدون رضایت آن‌ها منع شده بودند، زنان حق داشتند در غیاب همسرشان اموال خود را بفروشند و امور مالی را مدیریت کنند، و هر دو همسر، فارغ از جنسیت، حق طلاق در صورت خیانت را داشتند، که در این صورت، حضانت فرزندان به فرد بی‌گناه تعلق می‌گرفت. زنان در صورت بیوگی (یا طلاق)، صرف‌نظر از سن، به سن قانونی می‌رسیدند.
آیین‌نامه اصناف ۱۷۲۰ به‌طور رسمی به زنان اجازه فعالیت در اصناف را داد، و اصلاحات متعددی نیز به آن اضافه شد که حقوق حرفه‌ای زنان را تقویت می‌کرد، از جمله اصلاحیه ۱۷۴۱ که شرط عضویت در اصناف را برای مهمانخانه‌داران حذف کرد و اصلاحیه ۱۷۴۹ که در آن، مجوز تجارت خیابانی و بازار در استکهلم به نفع زنان فقیر صادر شد. این اصلاحات، دو حرفه رایج را برای زنان فقیر قابل دسترس‌تر کرد.
در سال ۱۷۴۱، مجازات عمومی خوارساختن عمومی برای مادران مجرد لغو شد تا از قتل نوزادان جلوگیری شود، و در سال ۱۷۷۸، قانون قتل نوزاد تصویب شد: این قانون به مادران مجرد اجازه می‌داد برای زایمان به مکانی ناشناس بروند و به‌طور مخفیانه زایمان کنند، ماماها از افشای هویت آنان منع شده بودند، و اگر تصمیم به نگه‌داشتن فرزند خود داشتند، وضعیت تجرد آن‌ها توسط مقامات مخفی نگه داشته می‌شد تا از تحقیر اجتماعی در امان باشند.